# The Brady Bunch Hour
The Brady Bunch Hour è una serie televisiva statunitense in 9 episodi trasmessi per la prima volta nel corso di una sola stagione dal 1976 al 1977.
È uno spin-off della serie La famiglia Brady (1969-1974) composto da uno speciale televisivo pilota trasmesso il 28 novembre 1976 e intitolato The Brady Bunch Variety Hour e da 8 episodi regolari della serie (intitolata poi The Brady Bunch Hour) trasmessi da gennaio a maggio 1977. È una sitcom incentrata sulle vicende della famiglia Brady con gli stessi membri del cast originale, con l'eccezione di Eve Plumb, sostituita da Geri Reischl. Gli eventi di questo spin-off non sono inclusi o menzionati nei successivi seguiti e spin-off della serie originaria.

## Trama
I Brady si trasferiscono dalla loro casa familiare ad una casa sulla spiaggia da qualche parte nel sud della California, dopo essere stati scelti per recitare in una nuova serie televisiva per la ABC. La serie segue, oltre agli sketch della "serie nella serie", anche i relativi "dietro le quinte" dei Brady a casa. Ad aiutarli è il loro nuovo vicino di casa, Jack Merrill (Rip Taylor).

## Personaggi e interpreti

### Personaggi principali
- Carol Brady (9 episodi, 1976-1977), interpretato da Florence Henderson.
- Mike Brady (9 episodi, 1976-1977), interpretato da Robert Reed.
- Alice Nelson (9 episodi, 1976-1977), interpretato da Ann B. Davis.
- Marcia Brady (9 episodi, 1976-1977), interpretato da Maureen McCormick.
- Greg Brady (9 episodi, 1976-1977), interpretato da Barry Williams.
- Jan Brady (9 episodi, 1976-1977), interpretato da Geri Reischl.
- Peter Brady (9 episodi, 1976-1977), interpretato da Christopher Knight.
- Cindy Brady (9 episodi, 1976-1977), interpretato da Susan Olsen.
- Bobby Brady (9 episodi, 1976-1977), interpretato da Mike Lookinland.

### Personaggi secondari
- Jack Merrill (8 episodi, 1977), interpretato da Rip Taylor.
- Se stesso (3 episodi, 1977), interpretato da Van Snowden.

## Produzione
La serie fu prodotta da Marty Krofft, Sid Krofft, Lee Miller e Sherwood Schwartz per la Paramount Television e la Sid & Marty Krofft Television Productions e girata nei KTLA Studios a Hollywood in California. Le musiche furono composte da Van Alexander e Sid Feller.

### Registi
Tra i registi sono accreditati:
- George Wyle in 9 episodi (1976-1977)
- Jack Regas in 8 episodi (1977)

### Sceneggiatori
Tra gli sceneggiatori sono accreditati:
- Steve Bluestein in 9 episodi (1976-1977)
- Ronny Graham in 9 episodi (1976-1977)
- Carl Kleinschmitt in 9 episodi (1976-1977)
- Bruce Vilanch in 9 episodi (1976-1977)
- Mike Kagan in 8 episodi (1977)

## Distribuzione
La serie fu trasmessa negli Stati Uniti dal 28 novembre 1976 (pilot) e dal 23 gennaio 1977 (1º episodio) al 25 maggio 1977 sulla rete televisiva ABC.

## Episodi
| Stagione       | Episodi | Prima TV USA |
| -------------- | ------- | ------------ |
| Prima stagione | 9       | 1976-1977    |